# Brimeura
Brimeura là một chi thực vật thuộc họ Hyacinthaceae. 

## Các loài
Chi này có các loài sau (tuy nhiên danh sách này có thể chưa đủ):
- Brimeura amethystina
- Brimeura duvigneaudii, (L.Llorens) Rosselló, Mus & Mayol
- Brimeura fastigiata

## Hình ảnh

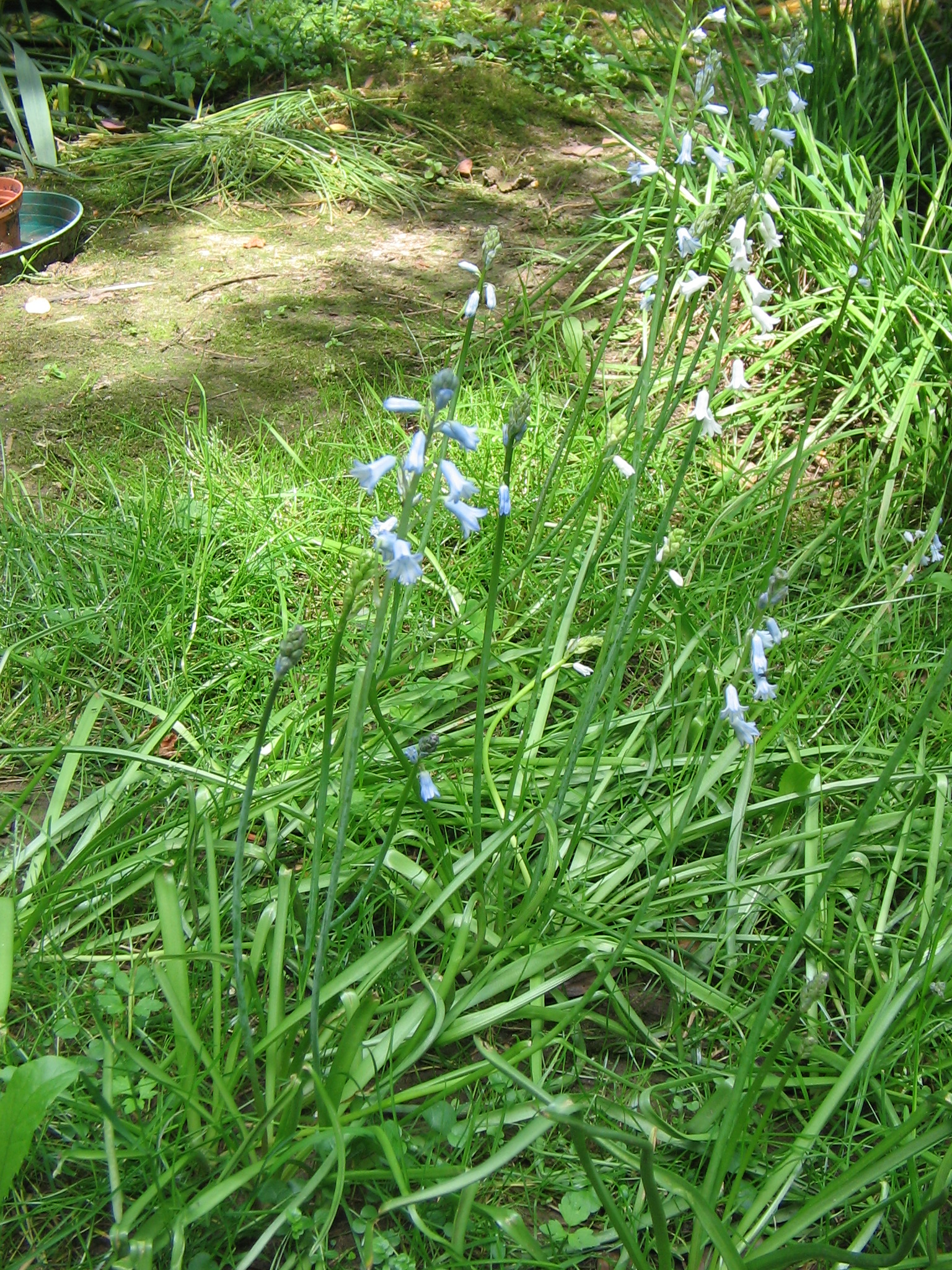